# 코도리 계곡
코도리 협곡지대(Kodori Gorge, 조지아어: კოდორის ხეობა, 압하스어: Кәыдыр)은 조지아에서 분리 독립을 선언한 압하지야에 있는 강 지대이다. 상류 지대는 스반족이 대다수이며 1993년 이후에는 거의 조지아 중앙 정부가 관리했다. 공식적으로는 이 지역을 상(上)압하지야(ზემო აფხაზეთი, Zemo Abkhazeti)로 통칭한다. 2008년 8월 12일, 압하지야군이 코도리 계곡에서 조지아와 충돌했다.

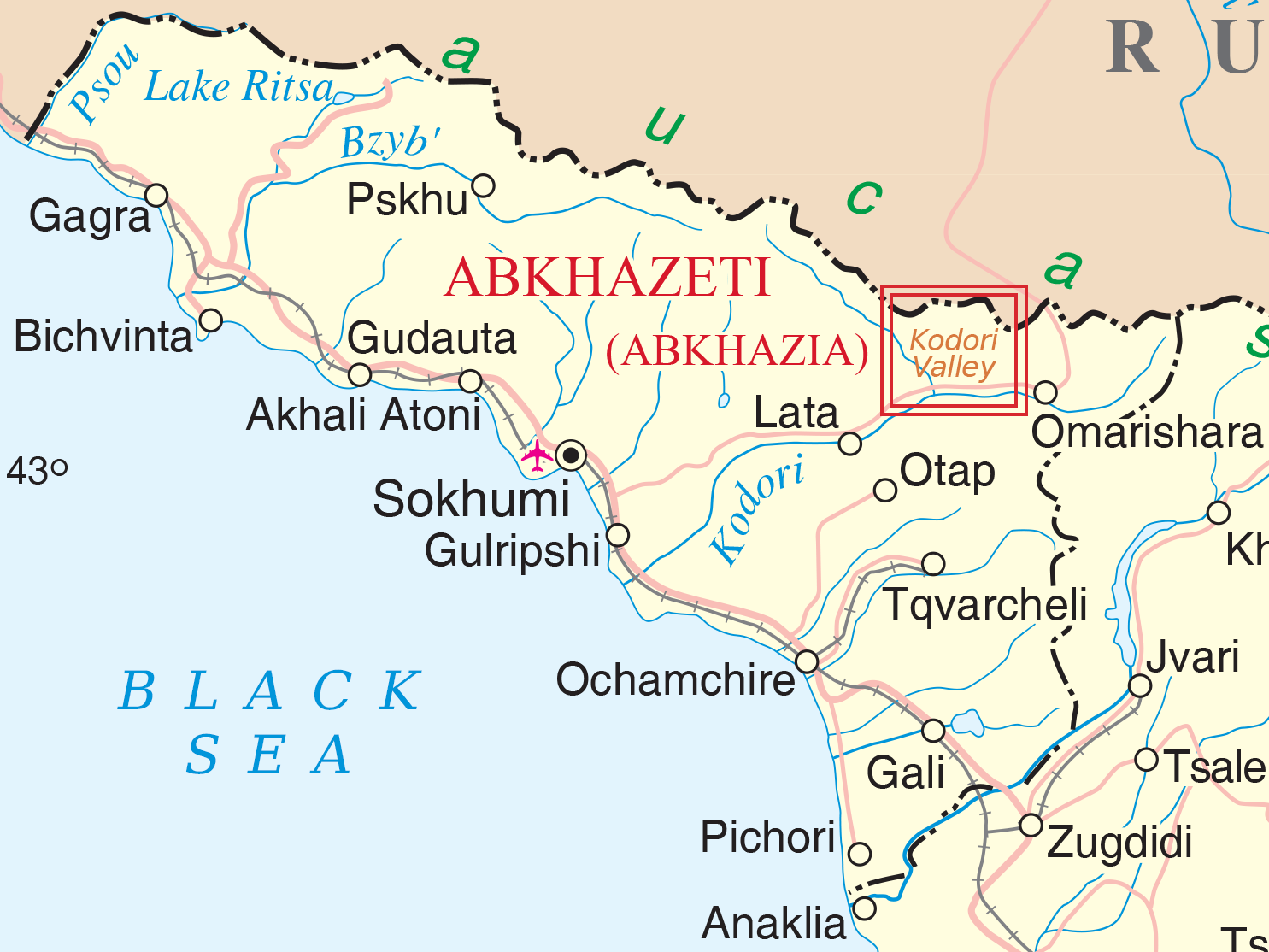
지도

코도리 계곡 상류는 압하지야 상부 부분의 중추를 이루며 조지아와 40마일 정도 국경을 접하고 있다. 평균 해발 고도는 1300~3984m에 이르며 한대림과 눈이 쌓여있는 지대로 연결된다.
고원 지대이므로 겨울에는 강설량이 상당히 많다. 연간 강수량은 1600~2000mm에 이르며 1월, 4월, 7월, 10월에 많은 양이 내린다. 180일 정도 눈이 고산 지대에 존재하며 30일 이상 강우가 있다.

## 역사
압하지야의 역사상 체벨다와 달 지역이 코도리 계곡의 대부분을 차지하며 러시아 제국에 흡수되기 전까지 이 명맥을 유지했다. 고산 지대에 존재하는 공동체는 중앙 집권에서 많이 떨어져 있으므로 상당히 독립적인 체계를 갖추고 있었다. 1866년 모반 이후로 압하지야의 지역은 체벨다 구역으로 특별 행정구의 형태를 갖추게 됐다. 아르메니아, 조지아, 러시아 사람들이 하부 지역에서 많이 거주한다.